# Fortaleza de Gonio
La fortaleza de Gonio (en georgiano: გონიოს ციხე, anteriormente llamada Apsarus o Apsaros (en griego antiguo: Ἄψαρος) y Apsyrtus o Apsyrtos (Ἄψυρτος)), es una fortificación romana de Ayaria, Georgia, en el Mar Negro, 15 km al sur de Batumi, en la desembocadura del río Çoruh. El pueblo se encuentra 4 km al norte de la frontera turca. Su antiguo nombre estaba relacionado con el mito de Medea y su hermano Apsirto.

## Historia
La referencia más antigua a la fortaleza es de Plinio el Viejo en Historia Natural (siglo I d. C.). También existe una referencia de Apiano al antiguo nombre del sitio en las guerras mitridáticas (siglo II d. C.). Durante el siglo II d. C., fue una ciudad romana bien fortificada dentro de la Cólquida. La ciudad también fue conocida por su teatro e hipódromo. Procopio, escritor del siglo VI, hablaba de los restos de sus edificios públicos como prueba de que alguna vez fue un lugar de cierta importancia.

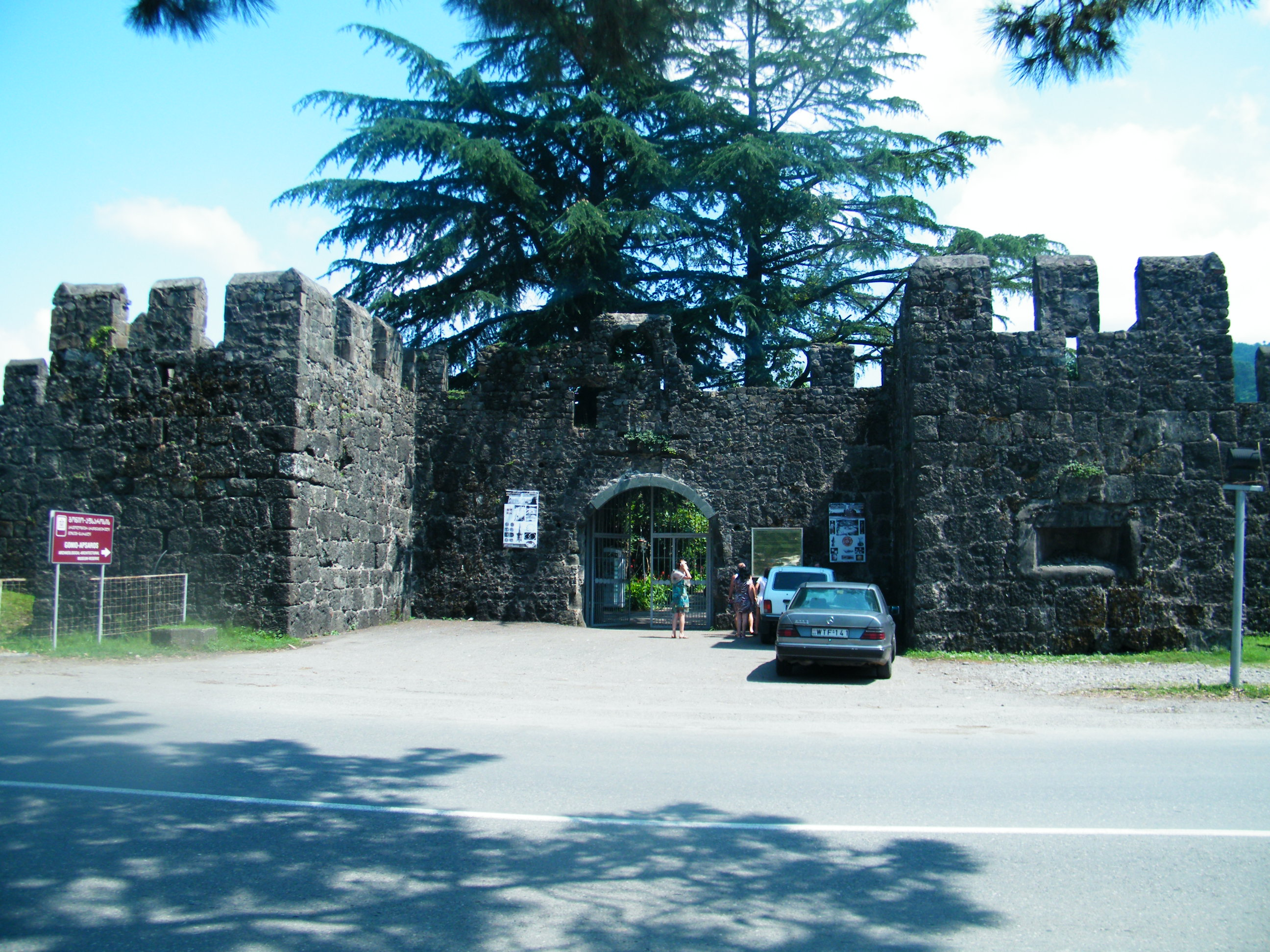
La puerta del castillo de Gonio.

Posteriormente quedó bajo la influencia bizantina. El nombre "Gonio" lo certifica por primera vez Miguel Panareto en el siglo XIV. Además, existió una fábrica de comercio genovés de corta duración en el sitio. En 1547, los otomanos se apoderaron de Gonio, quienes la sostuvieron hasta 1878, cuando, a través del Tratado de San Stefano, Adjara se convirtió en parte del imperio ruso. En el otoño de 1647, según Evliya Çelebi, Gonio fue capturada por una armada cosaca de 70 chaikas, pero fue recuperada rápidamente por Ghazi Sidi Ahmed, gobernante del Tortum sanjak, con una fuerza de 1000 turcos y 3000 "mingrelianos".

### Tumba de San Matías
Se cree que la tumba de San Matías, uno de los doce apóstoles, está dentro de la fortaleza de Gonio. Sin embargo, esto no se puede verificar, ya que el gobierno de Georgia prohíbe excavar cerca de la supuesta tumba. Otras excavaciones arqueológicas se llevan a cabo en los terrenos de la fortaleza, centrándose en las capas romanas.

### Turismo
Gonio experimenta un boom turístico. La mayoría de los turistas viajan desde Tbilisi en los meses de verano para disfrutar de las playas que generalmente se consideran más limpias que las de Batumi (15   km al norte).